# John Law Hume
John Law „Jock“ Hume (9. srpna 1890 Dumfries – 15. dubna 1912 RMS Titanic, severní Atlantik) byl skotský houslista.

## Život
Narodil se 9. srpna 1890 v Dumfries ve Skotsku a žil s rodiči na adrese 42 George Street. Již před službou na Titanicu hrál nejméně na pěti lodích a díky své dobré pověsti hudebníka byl najat, aby hrál právě na Titanicu při jeho první plavbě.
Zimu 1910/1911 strávil v Kingstonu na Jamajce, kde hrál v orchestru hotelu Constant Spring, tehdejšího velkolepého letoviska. Členem orchestru Constant Spring byl také budoucí violoncellista z Titanicu John Woodward. Během čtyřměsíčního pobytu na Jamajce navázal vztah s barmankou Ethel McDonaldovou. Jamajku opustil v dubnu 1911 a Ethel se v listopadu 1911 narodilo dítě, Keith Neville McDonald Hume.
Na Titanic se nalodil ve středu 10. dubna 1912 v Southamptonu. Jeho lístek měl číslo 250654, což byl lístek pro všechny členy Hartleyho orchestru. Jeho kajuta byla součástí druhé třídy.
Když zemřel při námořní katastrofě, bylo mu 21 let a jeho snoubenka Mary Costin s ním čekala dítě. Jeho tělo bylo vyzvednuto lodí CS Mackay-Bennett a předáno do péče Johnu Henrymu Barnsteadovi, který 8. května 1912 zařídil jeho pohřeb do hrobu 193 na hřbitově Fairview Lawn v Halifaxu v Novém Skotsku v Kanadě. V Dock Parku v Dumfries byl jemu a Thomasu Mullinovi (stevard třetí třídy) postaven pomník. Na pomníku stojí:
Na památku Johna Law Huma, člena kapely, a Thomase Mullina, stevarda, rodáků z těchto měst, kteří přišli o život při ztroskotání lodi White Star Line Titanic, která se potopila uprostřed Atlantiku 14. dubna 1912. Zemřeli ve výkonu služby.
On i ostatní členové Hartleyho orchestru byli členy Amalgamated British Musicians Union a zaměstnávala je liverpoolská hudební agentura C. W. & F. N. Black, která dodávala hudebníky pro společnosti Cunard Line a White Star Line. Dne 30. dubna 1912 obdržel jeho otec Andrew od agentury následující dopis:
Vážený pane:
Budeme Vám zavázáni, pokud nám poukážete částku 5s. 4d. [pět šilinků a šest pencí], kterou nám dlužíte podle přiloženého výpisu.
Rovněž Vám budeme zavázáni, pokud vyrovnáte přiložený jednotný účet.
S pozdravem,

C. W. & F. N. Black
Dopis v té době vyvolal kontroverzi, když byl přetištěn v měsíčním zpravodaji Amalgamated Musicians Union. Andrew Law Hume se rozhodl, že účet nevyrovná.
V dubnu 1914 se John W. Furness, houslista kanadského parníku RMS Empress of Ireland, vydal spolu s představiteli anglikánské církve na pouť k hrobu Johna Law Huma na hřbitově Fairview Lawn a uctil jeho památku. Furness sám zahynul o několik týdnů později, když se 29. května 1914 loď Empress of Ireland potopila.